# Macroteleia punctulata
Macroteleia punctulata är en stekelart som beskrevs av Jean-Jacques Kieffer 1909. Macroteleia punctulata ingår i släktet Macroteleia och familjen Scelionidae. Inga underarter finns listade i Catalogue of Life.